# Jesús Sepúlveda (político)
Jesús Sepúlveda Recio (Madrid, 26 de septiembre de 1954) exalcalde de Pozuelo de Alarcón, y exsenador del Partido Popular.

## Biografía
Es Licenciado en Derecho ( No es dato confirmado) (aparecía en su cv "Derecho" la realidad es que se matriculó en Derecho) y está separado de Ana Mato, con quien tiene tres hijos.
Sepúlveda fue del equipo de gente de confianza que formó José María Aznar a su alrededor en aquellos años se le conoce como "Clan de Valladolid". A este clan pertenecieron dirigentes del Partido Popular como su por entonces mujer, Ana Mato, Miguel Ángel Rodríguez, Miguel Ángel Cortés o la que posteriormente fue Ministra de Educación, Pilar del Castillo, entre otros. 
Fue Miembro del Comité Ejecutivo Nacional del Partido Popular, y Secretario Nacional del Área Electoral.
Fue Senador por Murcia, durante la V, VI y VII Legislatura. 
Presenta su baja como senador el 12 de junio de 2003, al ganar las elecciones municipales en Pozuelo de Alarcón.
Durante el periodo 2003 a 2009 es Alcalde de Pozuelo de Alarcón, presidente del Partido Popular de Pozuelo de Alarcón y miembro del Comité Ejecutivo Regional del PP de Madrid, cargos de los que dimite en marzo de 2009, tras ser imputado en el caso Gürtel por malversación de caudales públicos, cohecho y prevaricación, caso sin sentencia a fecha de enero de 2015. Finalmente el 11 de febrero de 2013 María Dolores de Cospedal, Secretaria general del PP, anuncia su despido del partido con una indeminzación de 229.000 Euros.
En noviembre del 2020 entra en la prisión de Soto del Real para cumplir una pena de 14 años y 4 meses impuesta por la Audiencia Nacional y confirmada por el Tribunal Supremo por beneficiarse de la trama Gurtel.

## Contratos como alcalde
Las sociedades de Francisco Correa contrataban con el Ayuntamiento mediante varias empresas intermediarias que no generaban servicios reales, y pagándose en 2004 ascendió a 63.646 euros, un 4 % de la adjudicación. Otra de las contrapartidas emanantes de esta relación con el Ayuntamiento de Pozuelo de Alarcón fueron 84.141 euros de gastos electorales del Partido Popular que pagó la red Gürtel.